# كتاب الموسيقى الكبير
كتاب الموسيقى الكبير هو كتاب في الموسيقى من تأليف العالم المسلم أبو نصر محمد بن محمد بن أوزلغ بن طرخان الفارابي المتوفي 339 هـ، وهو من أهم خمس مؤلفات موسيقية كتبت بين القرنين العاشر والخامس عشر الميلاديين. يحتوي على جزئين الأول مدخل إلى الموسيقى يتناول تعريف اللحن وأقسامه وأصل الموسيقى ونشأة الآلات الموسيقية. أما القسم الثاني فهو مقسم إلى ثلاثة أقسام الأول عن أصول صناعة الموسيقى، الآلات الموسيقية المشهورة عند العرب، والثالث تأليف النغم وطرائق الألحان وصناعة الألحان الجزئية. تمت ترجمة الكتاب إلى عدة لغات.